# Loricalepis duckei
Loricalepis es un género monotípico de plantas fanerógamas pertenecientes a la familia Melastomataceae. Su única especie: Loricalepis duckei, es un endemismo de Brasil donde se encuentra en la Amazonia.

## Taxonomía
El género fue descrito por Alexander Curt Brade  y publicado en Arquivos do Instituto de Biologia Vegetal 4: 71. 1938.  La especie fue aceptada y publicado en la misma publicación, en el año 1938.